# BBC Television Shakespeare
BBC Television Shakespeare (também chamado de The Complete Dramatic Works of William Shakespeare) é uma série de adaptações completas das peças de William Shakespeare, consistindo em 37 episódios, transmitidas ao longo de 7 temporadas, criadas por Cedric Messina e exibidas entre 3 de dezembro de 1978 e 27 de abril de 1985 na BBC2.
A ideia para a adaptação dos clássicos do dramaturgo surgiu em 1975, quando o produtor da BBC Cedric Messina, veterano em produções televisivas de teatro, se encontrava no Castelo de Glamis a gravar a peça "The Little Minister", para a Play of the Month (Teleteatro britânico) e considerou o local ideal para filmar a peça de Shakespeare "Como Gostais". No entanto, no seu regresso a Londres, resolveu expandir a ideia para a produção de uma série de dramatizações de todas as peças do dramaturgo.
Tanto a interpretação quanto a encenação são consideradas referências, assim como futuros atores de renome como Alan Rickman, Helen Mirren, Anthony Hopkins, Judy Davis, Ben Kingsley, entre outros.